# Number Forms
Number Forms è un blocco Unicode. È costituito dai 60 caratteri compresi nell'intervallo U+2150-U+218F.
Contiene frazioni e numeri romani. Altre frazioni sono presenti nel blocco Latin-1 Supplement.
I caratteri sono inclusi solamente per compatibilità: le frazioni possono essere espresse utilizzando FRACTION SLASH (U+2044), mentre i numeri romani sono ottenuti dalla composizione di lettere del blocco Basic Latin.

## Tabella compatta di caratteri

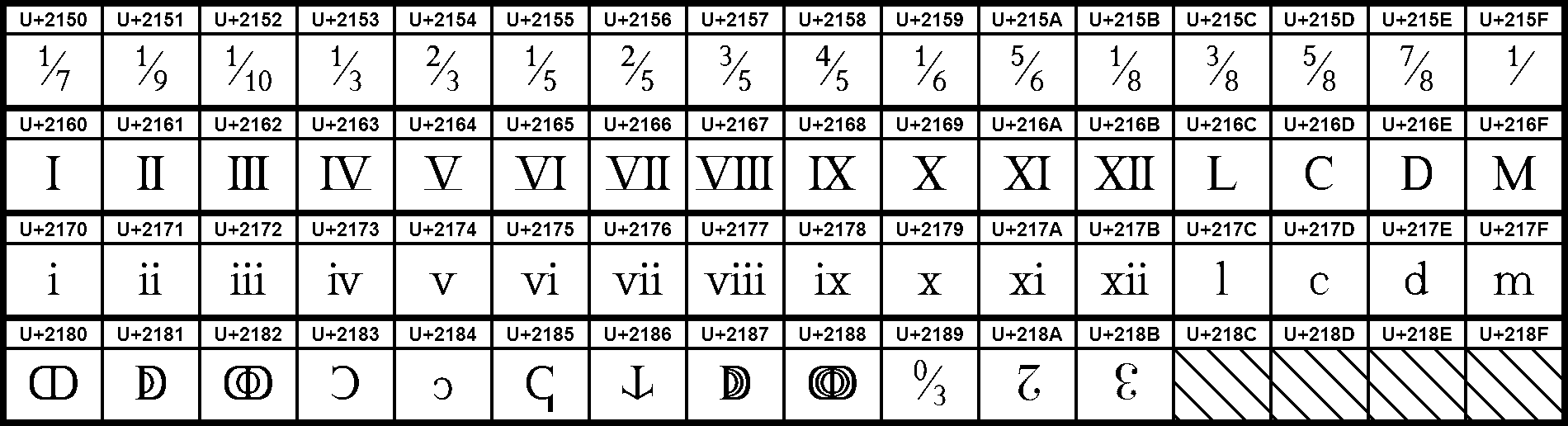
Number Forms

|     | 0 | 1 | 2 | 3 | 4 | 5 | 6 | 7 | 8 | 9 | A | B | C | D | E | F |
| --- | - | - | - | - | - | - | - | - | - | - | - | - | - | - | - | - |
| 215 | ⅐ | ⅑ | ⅒ | ⅓ | ⅔ | ⅕ | ⅖ | ⅗ | ⅘ | ⅙ | ⅚ | ⅛ | ⅜ | ⅝ | ⅞ | ⅟ |
| 216 | Ⅰ | Ⅱ | Ⅲ | Ⅳ | Ⅴ | Ⅵ | Ⅶ | Ⅷ | Ⅸ | Ⅹ | Ⅺ | Ⅻ | Ⅼ | Ⅽ | Ⅾ | Ⅿ |
| 217 | ⅰ | ⅱ | ⅲ | ⅳ | ⅴ | ⅵ | ⅶ | ⅷ | ⅸ | ⅹ | ⅺ | ⅻ | ⅼ | ⅽ | ⅾ | ⅿ |
| 218 | ↀ | ↁ | ↂ | Ↄ | ↄ | ↅ | ↆ | ↇ | ↈ | ↉ | ↊ | ↋ |   |   |   |   |